# Port lotniczy La Coruña
Port lotniczy La Coruña (hiszp.: Aeropuerto de A Coruña, kod IATA: LCG, kod ICAO: LECO) – lotnisko znajdujące się 8 kilometrów od centrum miasta A Coruña w północno-zachodniej Hiszpanii. 
Dojazd do lotniska zapewnia autostrada Autopista del Atlántico, która łączy A Corunię z Santiago de Compostela, Pontevedrą, Vigo i Tui w Culleredo z bezpośrednim zjazdem na lotnisko. Lotnisko obsługuje przede wszystkim tanie linie lotnicze, oferujące stąd głównie loty międzynarodowe, oraz linie Vueling. Przejazd pomiędzy lotniskiem a centrum A Coruni zapewniają autobusy firmy ASICASA, a przejazd trwa 25 minut. W listopadzie 2010 r. oddany został do dyspozycji parking przed terminalem lotniczym.

## Linie lotnicze i połączenia
| Linia Lotnicza   | Kierunek                                             |
| ---------------- | ---------------------------------------------------- |
| Air Europa       | 1. Madryt                                            |
| Binter Canarias  | 1. Gran Canaria                                      |
| EasyJet          | 1. Genewa 2. Mediolan-Malpensa                       |
| Iberia           | 1. Madryt                                            |
| Volotea          | 1. Bilbao 2. Malaga 3. Walencja Sezonowo: 1. Menorka |
| Vueling Airlines | 1. Barcelona 2. Londyn-Gatwick                       |